# Rythme brucknérien
Le rythme brucknérien est un rythme 2 + 3 (deux notes + triolet) ou 3 + 2 présent dans la musique symphonique d'Anton Bruckner, où on le rencontre principalement, sous différentes variantes.
Un exemple est le thème principal du premier mouvement de sa Symphonie no 4 en mi bémol majeur, à la mesure 43.
Le rythme brucknérien peut aussi être séparé d'une mélodie, et c'est la seule façon dont on le rencontre, notamment aux cuivres (par ex. aux mesures 20 et 122), dans la Symphonie no 2 en do mineur. 
Dans la Symphonie no 6 en la majeur le rythme brucknérien est beaucoup plus présent que dans les œuvres précédentes. Au début, il se produit en ostinato aux violons contre (mesure 3) une mélodie de rythme différent aux violoncelles, tandis qu'aux mesures 195-209 il sert à articuler la fin du développement avant la reprise du premier thème.
Le rythme apparaît également sous une forme plus « gérable » dans la Symphonie no 8 en ut mineur, où il se produit généralement de la même manière dans les différentes parties, entre autres dans le deuxième motif du premier mouvement et l'accompagnement du premier motif de l'Adagio.

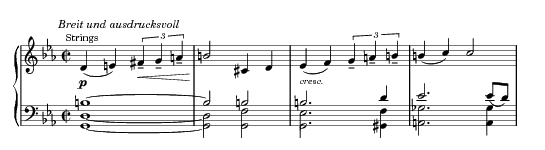
Le début du deuxième motif du premier mouvement de la huitième symphonie :
le rythme brucknérien est présent aux première et troisième mesures

Note : On rencontre aussi le « rythme brucknérien » dans les œuvres d'autres compositeurs, comme dans la Symphonie Romantique de Howard Hanson, où il est principalement produit par les cors et les trompettes.